# Sweetheart (película de 2019)
Sweetheart es una película de terror y supervivencia estadounidense de 2019 dirigida por JD Dillard y escrita por Dillard, Alex Theurer y Alex Hyner. La película está protagonizada por Kiersey Clemons, Emory Cohen, Hanna Mangan-Lawrence y Benedict Samuel, mientras que Jason Blum, Dillard, Theurer, Hyner y Bill Karesh produjeron el filme.

## Sinopsis
Jenn (Kiersey Clemons) se despierta después de naufragar en una isla remota. Al ver a su compañero morir, deberá sobrevivir en el ambiente mientras espera ser rescatada, y a su vez se encuentra con una criatura que sale cada noche y que debe alimentar para no ser devorada por la misma.  

## Personajes
- Kiersey Clemons como Jenn.
- Emory Cohen
- Hanna Mangan-Lawrence
- Benedict Samuel
- Andrew Crawford como la criatura.

## Producción
El 2 de febrero de 2017, Blumhouse Productions anunció que Kiersey Clemons estaba protagonizando la película con J.D. Dillard escribiendo, produciendo y dirigiendo la película. El 9 de mayo de 2017 se anunció que Hanna Mangan-Lawrence y Benedict Samuel co-protagonizarán con Kiersey Clemons y Emory Cohen.

### Rodaje
La fotografía principal de la película comenzó en abril de 2017.